# Nanomateriali
Quello dei nanomateriali è un campo che applica un approccio basato sulla scienza dei materiali alla nanotecnologia. Studia materiali con caratteristiche morfologiche sulla nanoscala, e specialmente quelli che hanno speciali proprietà derivanti dalle dimensioni su nanoscala. La nanoscala è usualmente definita come minore di un decimo di micrometro in almeno una dimensione, anche se questo termine è talvolta usato anche per materiali più piccoli di un micrometro.
Il 18 ottobre 2011, la Commissione europea ha adottato la seguente definizione di un nanomateriale:

## Antefatto
Un aspetto della nanotecnologia è il notevole aumento del rapporto tra superficie e volume presente in molti materiali nanoscala che rende possibile nuovi effetti meccanici quantistici, come l'"effetto confinamento quantico" in cui le proprietà elettroniche dei solidi sono alterate con notevoli riduzioni della dimensione delle particelle. Questo effetto non entra in gioco durante il passaggio da macro a micro dimensioni. Tuttavia diventa pronunciato nel momento in cui viene raggiunto l'intervallo di dimensioni nanometriche. In aggiunta anche diverse proprietà fisiche subiscono alterazioni nel passaggio dal sistema macroscopico. Le novità nel campo delle proprietà meccaniche dei nanomateriali sono oggetto di studio nella ricerca nanomeccanica. Interagendo con i biomateriali anche le attività catalitiche mostrano un nuovo e diverso comportamento.
La nanotecnologia può essere vista come un'estensione delle discipline tradizionali esplicitamente rivolta alla considerazione di queste proprietà. Inoltre, le discipline tradizionali possono essere re-interpretate come specifiche applicazioni della nanotecnologia. Questa reciprocità dinamica di idee e concetti contribuisce alla moderna comprensione dei campi scientifici coinvolti. In linea di massima, la nanotecnologia rappresenta una sintesi di idee applicate prese sia dalla scienza pura sia dai campi ingegneristici, rivolta alla comprensione e alla produzione di nuovi materiali e di nuovi dispositivi. Questi prodotti generalmente fanno largo uso di proprietà fisiche associate a dimensioni ridotte.
Come menzionato sopra, dei materiali ridotti a scale nanometriche possono improvvisamente mostrare proprietà differenti rispetto a quelle che esibiscono su scala macroscopica, rendendo possibili applicazioni uniche. Ad esempio, materiali opachi diventano trasparenti (rame); materiali inerti acquistano proprietà catalitiche (platino); sostanze stabili diventano combustibili (alluminio);  alcuni solidi diventano liquidi a temperatura ambiente (oro); materiali isolanti diventano conduttori (silicio). Materiali come l'oro, chimicamente inerte su scale normali, può essere utilizzato come potente catalizzatore su scale nanometriche. Gran parte del fascino della nanotecnologia deriva da questi fenomeni unici, quantistici e di superficie, che la materia esibisce su scala nanometrica.

## Uniformità
L'elaborazione chimica e la sintesi di componenti tecnologici ad alte prestazioni per il settore privato, industriale e militare richiedono l'utilizzo di ceramiche ad elevata purezza, polimeri, vetroceramiche e materiali compositi. Nei corpi condensati formati da polveri fini, le irregolarità nella forma e nelle dimensioni delle nanoparticelle portano spesso ad una morfologia di aggregazione non uniforme, che sfocia successivamente in ulteriori variazioni fisiche, come ad esempio la densità di aggregazione.
L'incontrollata agglomerazione delle polveri a causa delle attrattive forze di van der Waals può inoltre dare vita a disomogeneità microstrutturali. Le sollecitazioni differenziate che si sviluppano come risultato dell'essiccamento non uniforme sono direttamente collegate alla velocità con cui il solvente può essere rimosso, e il tutto quindi dipende fortemente dalla distribuzione della porosità. Tali sollecitazioni sono state associate alle plastiche a fragile transizione all'interno di corpi consolidati, e possono portare a crepe di propagazione in un corpo ancora crudo se non viene sostituito.
Inoltre, tutte le fluttuazioni nella densità di aggregazione nel compatto quando è pronto per il forno sono spesso amplificate durante il processo di sinterizzazione, ottenendo una densificazione disomogenea. Alcuni pori e altri difetti strutturali associati alla variazione di densità hanno dimostrato di giocare un ruolo negativo nel processo di sinterizzazione crescendo e limitando l'end-point della densità. Le differenti sollecitazioni derivanti dalla densificazione non omogenea hanno anche dimostrato di causare la propagazione di crepe interne, risultando così difettosi ad un controllo di forza.
Sembrerebbe pertanto auspicabile elaborare un materiale in modo che sia fisicamente uniforme per quanto riguarda la distribuzione dei componenti e porosità, piuttosto che utilizzare la distribuzione delle dimensioni delle particelle. Il contenimento di un gruppo uniformemente disperso di particelle fortemente interagenti richiede un controllo totale sulle interazioni particella-particella. Occorre qui notare che un certo numero di disperdenti come il citrato di ammonio (acquoso) e l'imidazoline (noto anche come alcol oleico, non acquoso) sono promettenti soluzioni come possibili additivi per una migliore dispersione e disagglomerazione. Anche le nanoparticelle monodisperse e alcuni colloidi forniscono questo potenziale.
Polveri monodisperse di silice, per esempio, possono essere sufficientemente stabilizzate in modo tale da assicurare un altro livello di ordine nel cristallo colloidale o solido policristallino dopo il processo di aggregazione. Il grado di ordine appare però limitato al tempo e allo spazio messo a disposizione delle correlazioni a lungo raggio che vengono stabilite. Queste strutture colloidali policristalline difettose sembrerebbero essere gli elementi di base per la scienza dei materiali colloidali sub-micrometrici, e, perciò, forniscono il primo gradino nella ricerca di una comprensione più rigorosa dei meccanismi coinvolti nell'evoluzione strutturale dei materiali ad alte prestazioni e dei relativi componenti.

## Classificazione
I materiali riferibili come "nanomateriali" ricadono generalmente in due categorie: i fullereni, e le nanoparticelle inorganiche.

### Fullereni

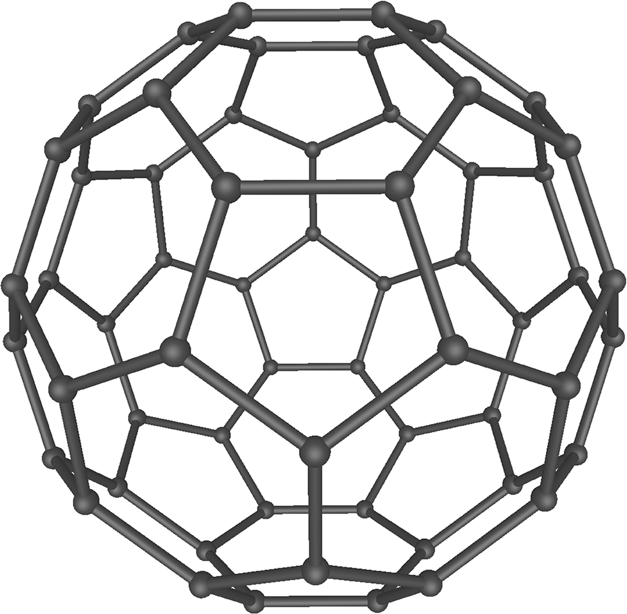
Buckminsterfullerene C_{60}, anche noto come buckyball, è il membro più piccolo della famiglia dei fullereni.

I fullereni sono un tipo di allotropi del carbonio consistenti in fogli di grafene avvolti in tubi o sfere. Questi includono
i nanotubi di carbonio o i nanotubi di silicio, entrambi di notevole interesse a causa della loro resistenza meccanica e delle loro proprietà elettriche.
Negli ultimi dieci anni, le proprietà fisiche e chimiche dei fullereni sono state un argomento di punta nel campo della ricerca e dello sviluppo, e probabilmente occuperanno questo posto per molto tempo ancora. Nell'aprile del 2003, i fullereni cominciarono ad essere studiati anche dal punto di vista medico: creare legami tra specifici antibiotici e le resistenti strutture dei batteri o perfino riuscire a indirizzare specifiche cellule tumorali come i melanomi. Nel 2005 il numero di ottobre di Chemistry and Biology contiene un articolo che descrive l'uso dei fullereni come agenti antimicrobici luce-attivati. Nel campo delle nanotecnologie, le proprietà del calore attraggono intense ricerche.
Un metodo comunemente utilizzato per produrre fullerene è quello di inviare una grande scarica elettrica tra due elettrodi di grafite in atmosfera inerte. Il risultante arco di plasma di carbonio tra i due elettrodi si raffredda in un residuo fuligginoso, dal quale possono essere isolati molti fullereni.
Nel corso delle ricerche sono stati compiuti molti calcoli applicando ai fullereni i metodi ab initio, in particolare quello quantistico. Ad esempio, attraverso il DFT e il TDDFT si possono ottenere infrarossi, ultravioletti e spettroscopie di Raman. I risultati di questi calcoli possono poi essere comparati con i risultati sperimentali.

### Nanoparticelle
Le nanoparticelle o i nanocristalli di metalli, semiconduttori o ossidi sono di particolare interesse per le loro proprietà meccaniche, elettriche, ottiche e chimiche. Le nanoparticelle sono state utilizzate come punti quantici e catalizzatori chimici.
Le nanoparticelle sono di grande interesse scientifico dal momento che rappresentano effettivamente il ponte tra i materiali di massa e le strutture atomiche o molecolari. Un materiale di massa dovrebbe avere delle proprietà fisiche costanti senza riguardo alle sue dimensioni, ma scendendo nel campo delle nano-scale questo spesso non viene rispettato. Proprietà dipendenti dalle dimensioni sono state osservate come il confinamento quantistico nelle particelle dei semiconduttori, la risonanza plasmonica di superficie in alcune particelle di metalli e il supermagnetismo nei materiali magnetici.
Le nanoparticelle presentano una serie di proprietà speciali rispetto agli stessi materiali in scale usuali (macroscale). Per esempio, le curvature del rame (cavi, nastri, etc.) avviene con il movimento degli atomi/cluster di rame in una scala di circa 50 nm. Le nanoparticelle di rame di dimensione inferiore ai 50 nm sono invece considerate un materiale molto resistente che non presenta la stessa malleabilità e duttilità. Il cambiamento delle proprietà non è sempre desiderabile. Le particelle di materiali ferroelettrici di dimensioni inferiori ai 10 nm possono cambiare la propria direzione di magnetizzazione sfruttando la semplice energia termica presente a temperatura ambiente rendendole inutilizzabili per la memorizzazione di massa. Le sospensioni di nanoparticelle sono realizzabili perché l'interazione delle particelle di superficie con il solvente è abbastanza forte da sopraffare la differenza di densità, che usualmente invece porta il materiale ad affondare o galleggiare. Le nanoparticelle inoltre presentano spesso delle inaspettate proprietà visive perché sono abbastanza piccole da confinare i propri elettroni e produrre differenti effetti quantistici. Per esempio le nanoparticelle di oro presentano un colore che va dal rosso acceso al nero quando sono in una soluzione.
Il rapporto spesso molto elevato tra superficie e volume delle nanoparticelle fornisce una consistente forza che guida la diffusione, specialmente ad elevate temperature. La sinterizzazione è possibile a temperature più basse e in tempi più rapidi che per le particelle di dimensioni maggiori. Questo teoricamente non intacca la densità del prodotto finale, anche se le difficoltà legate al flusso e la tendenza delle nanoparticelle ad agglomerarsi complicano non poco le cose. Gli effetti di superficie delle nanoparticelle inoltre tendono a ridurre l'incipiente temperatura di fusione.

## Sintesi

### Sol-gel
Il processo sol-gel è una tecnica chimica in fase liquida (nota anche come deposizione chimica in soluzione) largamente usata nei campi della scienza dei materiali e nelle tecnologie delle ceramiche. Questi metodi sono usati principalmente per la produzione di materiali (tipicamente ossidi di metalli) a partire da una soluzione chimica (abbr. sol sta per soluzione), la quale agisce come substrato per la formazione di un reticolo (gel) di particelle isolate o anche di reticoli polimerici.
Tipici reagenti sono gli ossidi alcalini di metalli e cloruri metallici, che affrontano reazioni di idrolisi e policondensazione per formare sia un reticolo "elastico solido" o un colloide o anche una dispersione. 
La formazione di un ossido di metallo avviene connettendo centri metallici con ponti a ossigeno(osso) M-O-M oppure con ponti a idrossido M-(OH)-M, generando rispettivamente polimeri di ossidi di metalli e di idrossidi di metalli.